# قره‌غای-بلاغ (شهرستان ایسیق‌آتا)
قره‌غای-بلاغ (به قرقیزی: Карагай-Булак، قاراعاي بۇلاق) یک روستا در قرقیزستان است که در شهرستان ایسیق‌آتا واقع شده‌است. قره‌غای-بلاغ ۶۹۳ نفر جمعیت دارد و ۱٬۵۶۰ متر بالاتر از سطح دریا واقع شده‌است.